# 宝庆
宝庆（1225年—1227年）是南宋皇帝宋理宗的第一個年号，共计3年。宋理宗以此年號，敕昇舊時所居之邵州為寶慶府。
又張鑑春《西夏紀事本末》所收《西夏紀事年表》有宝慶年号，以为是西夏末主李睍的年號。李崇智认为是同期宋理宗“宝慶”年号的誤記。

## 改元
- 嘉定十七年——十一月二十五日，有詔明年改元寶慶。[3][4]
- 寶慶三年——十一月七日，有詔明年改元紹定。[5][6]

## 紀年對照表
| 宝庆 | 元年   | 二年   | 三年   |
| ---- | ------ | ------ | ------ |
| 公元 | 1225年 | 1226年 | 1227年 |
| 干支 | 乙酉   | 丙戌   | 丁亥   |

## 同期存在的其他政权年号
- 中國
  - 正大（1224年－231年）：金朝—金哀宗完顏守緒之年號
  - 大同（1224年－1233年）：金朝時期—蒲鮮萬奴之年號
  - 乾定（1223年－1226年）：西夏—夏獻宗李德旺之年號
  - 寶義（1226年－1227年）：西夏—夏末主李睍之年號
  - 天開（1205年－1225年）：大理—段智祥之年號
  - 天輔（1226年）：大理—段智祥之年號
  - 仁壽（1227年－1238年）：大理—段智祥之年號
- 越南
  - 天彰有道（1224年－1225年）：李朝—李天馨之年號
  - 建中（1226年－1232年）：陳朝—陳太宗陳日煚之年號
- 日本
  - 元仁（1224年－1225年）：後堀河天皇之年號
  - 嘉祿（1225年－1228年）：後堀河天皇之年號

## 深入閱讀
- 李崇智. . 北京: 中華書局. 2004年12月. ISBN 7101025129.
- 鄧洪波. . 臺北: 國立臺灣大學東亞經典與文化研究計劃. 2005年3月  [2021-11-21]. ISBN 9789860005189. （原始内容 (pdf)存档于2007-08-25）.

| 前一年號： 嘉定 | 南宋年号 | 下一年號： 绍定 |